# Bussières (Loire)
Pour les articles homonymes, voir Bussières.
 (septembre 2012).
Si vous disposez d'ouvrages ou d'articles de référence ou si vous connaissez des sites web de qualité traitant du thème abordé ici, merci de compléter l'article en donnant les références utiles à sa vérifiabilité et en les liant à la section « Notes et références ».
Bussières est une commune française située dans le département de la Loire en région Auvergne-Rhône-Alpes.

## Géographie

### Localisation
Bussières est située à 59 km de sa préfecture, Saint-Étienne et 40 km de sa sous-préfecture, Roanne.
La commune de Bussières a la forme d’un croissant. Le village est constitué de bois, de terres agricoles, ainsi que d’une ligne de crêtes comprenant, entre autres, le Reynaud et Saint-Albin.
La superficie du village est de 1 629 ha. La commune est pratiquement coupée en deux par une chaîne de sommets tels que le Raynaud, Saint-Albin, le Crêt Biquet, chez Collet, le Colombet.
Plusieurs ruisseaux prennent leur source au sein du village dont la Charpassonne, le Sault, le Saint Marc, le Chenevoux, le Regnaud.
| Saint-Just-la-Pendue | Sainte-Colombe-sur-Gand | Violay                 |
| Néronde              | Bussières               | Sainte-Agathe-en-Donzy |
| Pouilly-lès-Feurs    |                         | Rozier-en-Donzy        |

### Hydrographie
Auparavant, nos ancêtres construisaient leur demeure à proximité des points d’eau, rivières, étangs, ou fontaines. À Bussières, il y avait un petit étang place des Filles-Michaud (sous le kiosque à musique), ainsi qu’un autre rue Thimonier (comblé pour construire les usines Perraud, actuellement usines Linder), et encore un autre place Charles-de-Gaulle. Il y avait également des points d’eau à Fenêtres, la Font du Cercle, Saint-Albin, Chenevoux et la Font-Saint-Martin.
Au début du XXe siècle, le développement de l’activité textile grâce à la soierie provoque une extension du bourg ainsi que du nombre d’habitants. Les besoins en eau se sont donc accrus et les propriétaires ont creusé de nombreux puits.
En 1900, deux lavoirs sont créés. Puis en 1912, un puits sur la place Foyatier est construit (actuellement place du 11-Novembre). En 1927, le conseil municipal travaille sur un projet d’adduction d’eau potable pour la commune. Après de nombreuses difficultés, l’eau de Violay coule dans le bourg en 1950. Par la suite, un réservoir de 300 m3 est construit à Saint-Albin, puis un autre de 100 m3 au Raynaud. Depuis cette date, d’importants travaux d’entretien, de réfection et de renforcement ont été réalisés.

## Toponymie
La première mention écrite de Bussières en 984  est Buxerias : un lieu où pousse le buis. Ensuite, le village se nomme Buissières, puis Bussères et Busseraye, avant de devenir Bussières, appellation actuelle.

## Histoire
Le toponyme « Chindo » dérivé de xenodochium (littéralement « l'édifice pour les étrangers ») indique, selon toute vraisemblance, la présence d'un hôpital fondé à la période tardi-antique par l'archevêque saint Albin.
Située au cœur du Forez comtal, Bussières apparaît dans les sources un peu avant l'an mil : 
- en 984, un premier acte atteste de la donation d"un certain Aymo en faveur de l'abbaye de Savigny[6] ;
- peu après, un membre de l'aristocratie locale nommé Arricus (vraisemblablement proche du premier comte de Forez Artaud[7]) concède à deux reprises ses terres du village de Fenêtres à l'abbaye de Savigny[8],[9].

Au XIIIe siècle, la cure de Bussières dépendait du prieur de Saint-Albin qui dépendait lui-même de l'église Saint-Irénée de Lyon refondée par le comte Artaud Ier en 993.
Le village était autrefois connu pour sa course cycliste du « Critérium de Bussières ».

### Devise
La devise de Bussières est « Viriditati Virtus » qui se traduit par la vigueur de la vertu, « Virtus » signifiant vertu, courage ou force morale et « Viriditas », signifiant la verdeur, la vigueur. Une autre traduction est "la vigueur de la jeunesse" avec "virtus" pour la vigueur et "Viriditate" pour la verdeur ou la jeunesse.

### Héraldique
| Blason de Bussières | Blason  | Parti : au premier coupé au I d'azur à la croix d'argent cantonnée de quatre étoiles d'or et au II d'azur à la fasce d'or accompagnée en chef d'un lion léopardé et en pointe de trois roses tigées et feuillées, le tout aussi d'or; au second d'azur au chevron aussi d'or accompagné en chef de deux maillets d'argent posés à plomb et en pointe d'un verne arraché du même. Devise / Criviriditati virtus |
| Blason de Bussières | Détails | - Le blason actuel est un rassemblement des blasons d'anciennes familles nobles ayant vécu à Bussières. En haut à gauche la famille Coton (voir alias ci-dessous), en bas à gauche la famille Dulieu et enfin à droite la famille Desvernay. Blason officiel. |
| Blason de Bussières | Alias   | D'azur à la croix d'argent cantonnée de quatre étoiles d'or. Ancien blason (blason de la famille Coton) |

### Événements

#### Les années 1800
- 1800 : la cure, la mairie et l’école étaient rassemblées dans un même bâtiment. À l’époque, la population s’exprimait en patois, et les habitants étaient, pour la plupart, illettrés.
- 1813 : le chemin qui reliait Bussières au Lyonnais subit d’importants travaux de mise en état. En effet, ce chemin était très utilisé pour le négoce des tissus.
- 1815 : restauration de la royauté. 200 cavaliers autrichiens occupent Bussières.
- 1825 : ouverture d’une rue rectiligne qui prendra le nom de Dorian en 1896.
- 1836 : interdiction du cimetière autour de l’église. Décision de reconstruire une plus grande église en rapport avec la population croissante.
- 1841 : 63 élèves fréquentent l’école primaire, ils sont donc répartis en 3 classes :
  - 1re classe pour ceux qui apprennent la lecture
  - 2e classe pour ceux qui apprennent la lecture, l’écriture et le calcul
  - 3e classe pour ceux qui apprennent en plus les éléments de la langue française et le système des poids et mesures.
- 1842 : un architecte de Saint-Maurice-sur-Loire est choisi pour effectuer les plans de la future église car les plans présentés par Denis Foyatier ont été refusés.
- 1861 : construction du clocher.
- 1862 : on enregistre 74 naissances (nombre le plus élevé) pour 1 864 habitants.
- 1868 : la Société de Secours Mutuels est créée, regroupant 88 habitants.
- 1874 : projet de construction d’une maison d’école.
- 1884 : l’industrie textile se développe rapidement et il est décidé d’entreprendre la construction d’usines pour métiers mécaniques. Le village comporte plus de 2 000 habitants.
- 1896 : dénomination des rues et places du village par le conseil municipal.
- 1898 : construction de 2 lavoirs.

#### Les années 1900
- 1900 : le conseil décide d’adhérer au réseau téléphonique départemental.
- 1902 : électrification de la commune et avis favorable pour la création d’un chemin de fer entre Balbigny et L’Hôpital-sur-Rhins.
- 1906 : inauguration et ouverture de l’école de filles. La commune compte 2 269 habitants.
- 1908 : crise importante dans l’industrie du textile. Les ouvriers de l’usine Perraud sont en grève. Pour éviter les débordements, 64 gendarmes sont présents dans la commune.
- 1911 : installation de l’éclairage à Bussières.
- 1912 : insuffisance en eau potable pour le bourg, ce qui engendre la création d’un puits.
- 1914 : achat d’un revolver qui restera propriété de la commune. Depuis le début des travaux du chemin de fer, les chemineaux sont nombreux et les bagarres, de plus en plus fréquentes. De plus, 500 Bussiérois sont mobilisés pour la guerre, et de nombreux problèmes surviennent pour le ravitaillement de la population.
- 1915 : le chemin de fer circule entre Bussières et Balbigny. Des prisonniers allemands viennent remplacer les ouvriers mobilisés.
- 1916 : tous les boulangers sont mobilisés, une boulangerie municipale est donc créée (actuellement boulangerie Blein).
- 1919 : décision d’ériger un monument commémoratif en l’honneur des soldats de Bussières morts pour la France pendant la Première Guerre mondiale, grâce aux bénéfices de la boulangerie communale.
- 1921 : ouverture du premier cabinet médical. Avant cette date, on appelait les docteurs de Balbigny ou Feurs en cas d’urgence. Le monument aux morts est inauguré le 27 novembre.
- 1923 : arrivée de l’automobile.
- 1929 : inauguration de la nouvelle mairie. La fanfare propose l’idée de construire un kiosque à musique sur la place des Filles-Michaud.
- 1930 : inauguration du kiosque à musique lors d’une grande fête musicale. Il a depuis fait l’objet de réparations, modifications de hauteur et réaménagements des abords.
- 1939 : le train de Balbigny à Saint-Just est remplacé par une ligne de bus, qui rend peu de services aux usagers. Le matériel ayant servi au chemin de fer est directement envoyé en Afrique.
- 1950 : inauguration du service des eaux et formation d’une section de sapeurs pompiers pour le premier secours.
- 1960 : l’entreprise Linder achète les bâtiments de l’ancienne entreprise Perraud.
- 1969 : raccordement en eau au réseau des monts du Lyonnais.
- 1970 : construction du lotissement Bonséjour.
- 1972 : construction du premier bâtiment HLM de Bussières, 19 familles peuvent y être logées.
- 1975 : inauguration de la maison de retraite.
- 1976 : un conseiller propose de créer un musée du textile.
- 1978 : des plaques portant le nom des rues sont apposées dans le village.
- 1979 : création de l’ADEGE, une association extra-municipale pour le développement économique et la création d’emplois. Ouverture du musée du Tissage et de la Soierie.
- 1983 : création du CAT (Centre d’aide par le travail)
- 1984 : le critérium, très célèbre course de vélos qui avait lieu une fois par an lors de la fête patronale, touche à sa fin.
- 1991 : la salle d’animation est construite.

### Le critérium cycliste
Tous les ans durant un seul après-midi du mois d'août, un défilé de cyclistes international parcourait Bussières. Le critérium durant 21 années a été l'épreuve phare du calendrier cycliste pour toute une région et le deuxième plus important en France par son audience, son tracé, et son public.
Jacques Anquetil, Eddy Merckx, Bernard Hinault, Bernard Thévenet, Luis Ocaña, Felice Gimondi, Raymond Poulidor, Rudy Altig, Roger Pingeon, Jan Janssen, Joop Zoetemelk, Patrick Sercu, Sean Kelly, Henry Anglade, Bernard Vallet, Walter Godfroot et Roy Schuiten sont au palmarès et beaucoup d’autres tel que André Darrigade, Federico Bahamontes, Jean Stablinski, Rolf Wolfshohl, etc. ont été à l’affiche du critérium de Bussières. Les amateurs régionaux comme Raymond Fayard vainqueur en 1962 ont souvent rivalisé face aux professionnels.
Cette épreuve entrait dans le cadre de la tournée du Tour de France. Elle a été également pré-sélective pour le championnat du monde sur route. Tous les coureurs connus du cyclisme se sont produits à Bussières. Ces cyclistes ne se déplaçaient pas à Bussières pour faire de la figuration mais assuraient une véritable prestation sur ce circuit devant un public important et souvent en délire (jusqu’à 25 000 spectateurs sur un circuit de 2,800 km).
« Le plus beau critérium de France »
— comme l'annonce le speaker M. Mourelon en 1964.

## Politique et administration

### Municipalité
Le nombre d'habitants au dernier recensement étant compris entre 1 500 et 2 499, le nombre de membres du conseil municipal est de 19.
À la suite de l'élection municipale de 2014, le conseil municipal est composé de 3 adjoints, d'un conseiller délégué et de 14 conseillers municipaux.

### Jumelages
Nether Kellet (Royaume-Uni)
Les jumelages de communes ont fait irruption après la Seconde Guerre mondiale. Le but principal était de rapprocher les communes séparées par de vieilles rivalités. Le jumelage instaure l’échange entre deux communes de pays différents, ce qui permet de mieux se comprendre et de mieux s’apprécier.
L’objectif principal de ce jumelage était de favoriser, dans le cadre de la construction de l’Europe, les échanges scolaires, sportifs, culturels, et sociaux avec la ville jumelle, ainsi que d’organiser des visites, rencontres ou séjours dans la ville jumelle.
En 2000, la municipalité de Bussières propose de jumeler le village avec un autre village du Royaume-Uni. Le Comité de Jumelage a donc été créé afin de permettre le bon fonctionnement du projet. De ce fait, une rencontre est organisée avec Nether Kellet, petit village anglais du Lancashire situé en bord de mer d'Irlande, 100 km au nord de la ville de Liverpool. La déclaration de ce jumelage a été inscrite au Journal Officiel le 5 avril 2000.
Puis, en 2002, Nether Kellet fusionne avec un autre village voisin, Over Kellet, ce qui leur permet de participer plus activement au jumelage.

## Démographie
L'évolution du nombre d'habitants est connue à travers les recensements de la population effectués dans la commune depuis 1793. Pour les communes de moins de 10 000 habitants, une enquête de recensement portant sur toute la population est réalisée tous les cinq ans, les populations de référence des années intermédiaires étant quant à elles estimées par interpolation ou extrapolation. Pour la commune, le premier recensement exhaustif entrant dans le cadre du nouveau dispositif a été réalisé en 2007.

En 2022, la commune comptait 1 531 habitants, en évolution de −1,86 % par rapport à 2016 (Loire : +1,32 %, France hors Mayotte : +2,11 %).
| 1793  | 1800  | 1806  | 1821  | 1831  | 1836  | 1841  | 1846  | 1851  |
| ----- | ----- | ----- | ----- | ----- | ----- | ----- | ----- | ----- |
| 1 160 | 1 067 | 1 145 | 1 234 | 1 624 | 1 690 | 1 725 | 1 757 | 1 768 |

| 1856  | 1861  | 1866  | 1872  | 1876  | 1881  | 1886  | 1891  | 1896  |
| ----- | ----- | ----- | ----- | ----- | ----- | ----- | ----- | ----- |
| 1 787 | 1 864 | 1 897 | 2 166 | 2 138 | 2 107 | 2 009 | 2 130 | 2 154 |

| 1901  | 1906  | 1911  | 1921  | 1926  | 1931  | 1936  | 1946  | 1954  |
| ----- | ----- | ----- | ----- | ----- | ----- | ----- | ----- | ----- |
| 2 212 | 2 269 | 2 257 | 2 021 | 2 078 | 2 185 | 2 026 | 1 765 | 1 797 |

| 1962  | 1968  | 1975  | 1982  | 1990  | 1999  | 2006  | 2007  | 2012  |
| ----- | ----- | ----- | ----- | ----- | ----- | ----- | ----- | ----- |
| 1 720 | 1 628 | 1 439 | 1 460 | 1 332 | 1 302 | 1 447 | 1 467 | 1 577 |

| 2017  | 2022  | - | - | - | - | - | - | - |
| ----- | ----- | - | - | - | - | - | - | - |
| 1 545 | 1 531 | - | - | - | - | - | - | - |

### Tourisme
Le tourisme est favorisé par trois gîtes ruraux, et un circuit pédestre et VTT.
De plus Bussières fait partie des montagnes du matin.

## Économie

### L'agriculture
Le marché de Bussières a lieu deux fois par semaine, le mercredi et samedi.
Bussières compte en tout 11 agriculteurs.

### Les entreprises
Dans Bussières la place du textile est très importante, on peut dénombrer 4 usines de tissage, notamment Ets Linder et la Société Bucol.
De plus il y a aussi une entreprise de travaux agricoles et travaux publics, une entreprise d'aménagement intérieur et extérieur,une entreprise de pose d'enseigne, une entreprise d'import export, et une entreprise de couverture de bâtiment.
- Le maroquinier Hermès possède un atelier de tissage.

### Les artisans
L'artisanat est aussi très présent. Par exemple il y a de la maçonnerie, métallerie, tuyauterie, zinguerie, carrelage, faïence, mécanique, électricité, maintenance imprimante, menuiserie, plombier, plâtrerie, peinture, fabrication de bijoux, charpente, couverture et taxidermie.

### Les commerces
À Bussières il y a aussi, une pharmacie, une boulangerie, un restaurant, un bar, un taxi ambulance, un bureau de tabac, une boucherie, une épicerie et deux éleveurs.

### Les associations
Bussières compte environ 23 associations dans différents domaines, tels que : la musique, la danse, l'aide aux personnes handicapées…
L'association des Amis de l'Orgue a été à l'origine de la restauration de l'orgue situé en tribune dans l'église. Le projet a été mené en lien étroit avec la mairie pour servir un projet d'animation culturelle (saison de concerts) et un projet pédagogique à destination des écoles et du grand public (cours d'orgue).

### Climat
Pour des articles plus généraux, voir Climat d'Auvergne-Rhône-Alpes et Climat de la Loire.
En 2010, le climat de la commune est de type climat des marges montagnardes, selon une étude du Centre national de la recherche scientifique s'appuyant sur une série de données couvrant la période 1971-2000. En 2020, Météo-France publie une typologie des climats de la France métropolitaine dans laquelle la commune est exposée à un climat de montagne ou de marges de montagne et est dans la région climatique Nord-est du Massif Central, caractérisée par une pluviométrie annuelle de 800 à 1 200 mm, bien répartie dans l’année.
Pour la période 1971-2000, la température annuelle moyenne est de 10,1 °C, avec une amplitude thermique annuelle de 16,2 °C. Le cumul annuel moyen de précipitations est de 859 mm, avec 10,6 jours de précipitations en janvier et 7,6 jours en juillet. Pour la période 1991-2020, la température moyenne annuelle observée sur la station météorologique de Météo-France la plus proche, « Machézal », sur la commune de Machézal à 10 km à vol d'oiseau, est de 11,3 °C et le cumul annuel moyen de précipitations est de 819,9 mm,. Pour l'avenir, les paramètres climatiques de la commune estimés pour 2050 selon différents scénarios d'émission de gaz à effet de serre sont consultables sur un site dédié publié par Météo-France en novembre 2022.

## Urbanisme

### Typologie
Au 1er janvier 2024, Bussières est catégorisée bourg rural, selon la nouvelle grille communale de densité à sept niveaux définie par l'Insee en 2022.
Elle est située hors unité urbaine et hors attraction des villes,.

### Occupation des sols
L'occupation des sols de la commune, telle qu'elle ressort de la base de données européenne d’occupation biophysique des sols Corine Land Cover (CLC), est marquée par l'importance des territoires agricoles (70,8 % en 2018), en diminution par rapport à 1990 (73,8 %). La répartition détaillée en 2018 est la suivante : 
prairies (61,4 %), forêts (24 %), zones agricoles hétérogènes (9,4 %), zones urbanisées (5 %), zones industrielles ou commerciales et réseaux de communication (0,1 %). L'évolution de l’occupation des sols de la commune et de ses infrastructures peut être observée sur les différentes représentations cartographiques du territoire : la carte de Cassini (XVIIIe siècle), la carte d'état-major (1820-1866) et les cartes ou photos aériennes de l'IGN pour la période actuelle (1950 à aujourd'hui).

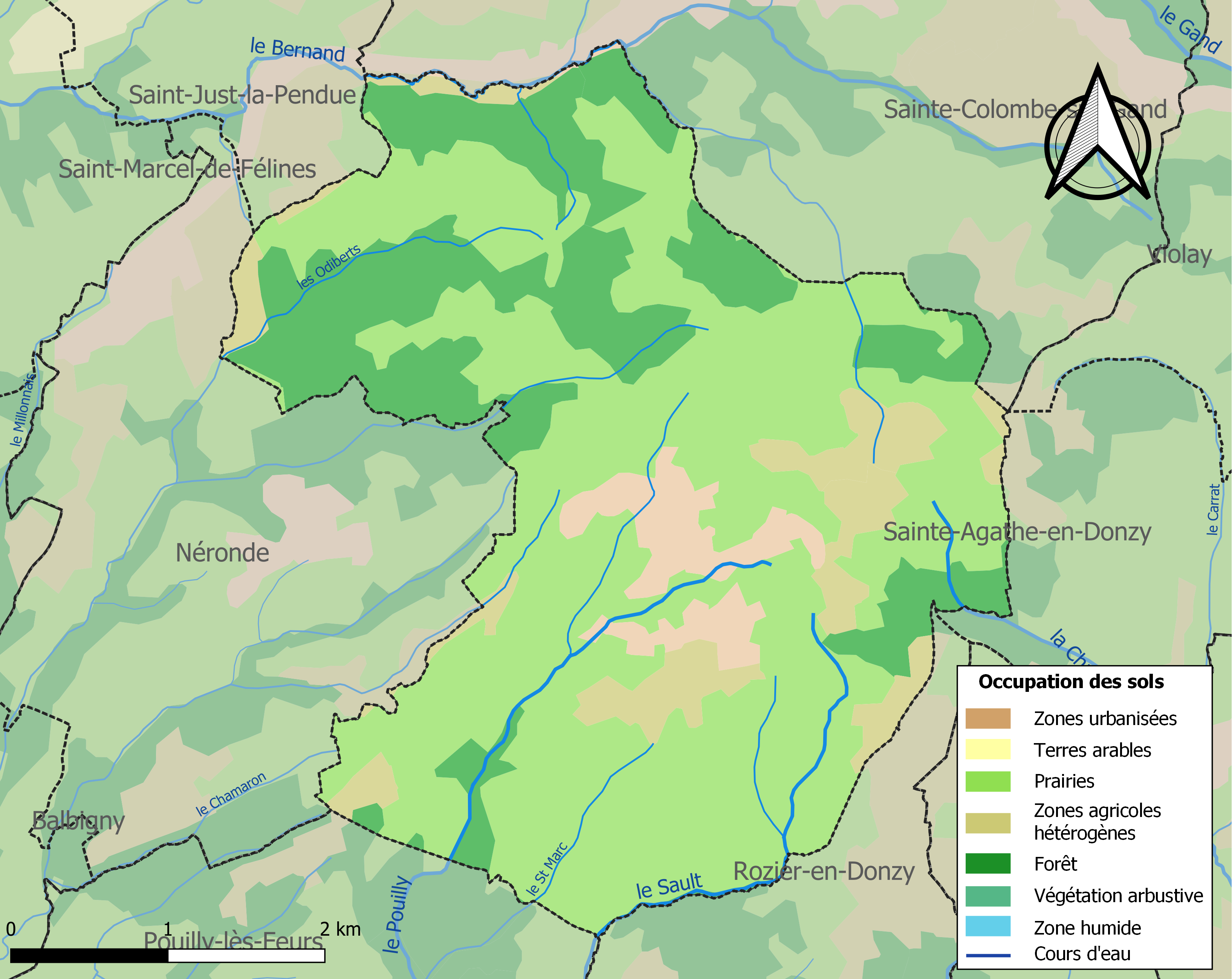
Carte des infrastructures et de l'occupation des sols de la commune en 2018 (CLC).

## Patrimoine

### Saint-Albin
Il y avait auparavant un prieuré dédié à saint Albin de Lyon. Appartenant à l'ordre de Saint-Augustin, il dépendait de l'église Saint-Irénée de Lyon (nécropole des comtes de Forez).
À la Révolution, le monastère fut vendu comme bien national et les pierres des bâtiments furent récupérées par les habitants du lieu. Il ne restait donc que la chapelle qui était encore intacte en 1870. Puis en 1923, ce qui restait fut acheté par un antiquaire. Les pierres furent numérotées et partirent pour une destination inconnue.
Jusqu’au début du XXe siècle, il n’y avait pas de docteur à Bussières. Les gens venaient pourtant de très loin pour se faire soigner (à l’époque on disait se faire « médeciner ») par deux personnes habitant à Saint-Albin et appelées les médecinières. Les médecinières donnaient des conseils pour guérir, et prescrivaient des traitements par les plantes ou autres ingrédients que l’on croyait efficaces.

### Les croix
- Croix Sollier : elle se situe à 500 m du château de Chenevoux. Elle est en fer forgé et possède une double inscription, l’une en lettres gothiques, et l’autre en caractères romains.
- Croix Mission : elle se trouve à l’angle de la rue Aristide Briand et de la rue de la Résistance depuis 1979. Elle avait été érigée sur la place du Peuple en 1909.
- Croix Rampeau : elle se situe en face des châteaux d’eau et provient du cimetière. Elle était auparavant en bois, et fut remplacée par une croix en fonte.
- Croix Godin : elle provient également du cimetière et se situait à l’intersection des chemins de Fenêtres et de Chindo jusqu’aux années 1930. Elle se trouve actuellement à l’angle du chemin du Bourg et de la D.27.
- Croix du Bourg : elle se trouve sur la place Louis Desvernay. Elle fut enterrée en 1794 sur ordre du maire de l’époque, puis fut relevée quelques années plus tard. En 1995, la croix et son piédestal furent entièrement rénovés.

### La halle au chanvre
Vers l’an 1300, des halles ont été construites sur la place en face de l’église (actuellement place des Anciennes Halles). Ces halles étaient destinées à faciliter le négoce du chanvre en fibre ou en tissus. Tombant en vétusté, elles furent reconstruites vers 1725.
Les halles furent démolies vers 1860 afin de permettre l’ouverture de la route départementale no 1 et la D.58.

### Le tissage
Au début du XXe siècle, Bussières était l’un des deux principaux pôles d’attraction des monts du Lyonnais. Le textile en est l’activité motrice. En effet, l’activité commerciale industrielle et artisanale était importante, ce qui permit à la commune de se développer considérablement.
À cette époque, une machine à vapeur entraînait une génératrice pour fournir le courant électrique dans l’entreprise Perraud. Dès 1912, les métiers à bras sont remplacés par des métiers mécaniques.

### Le monument aux morts

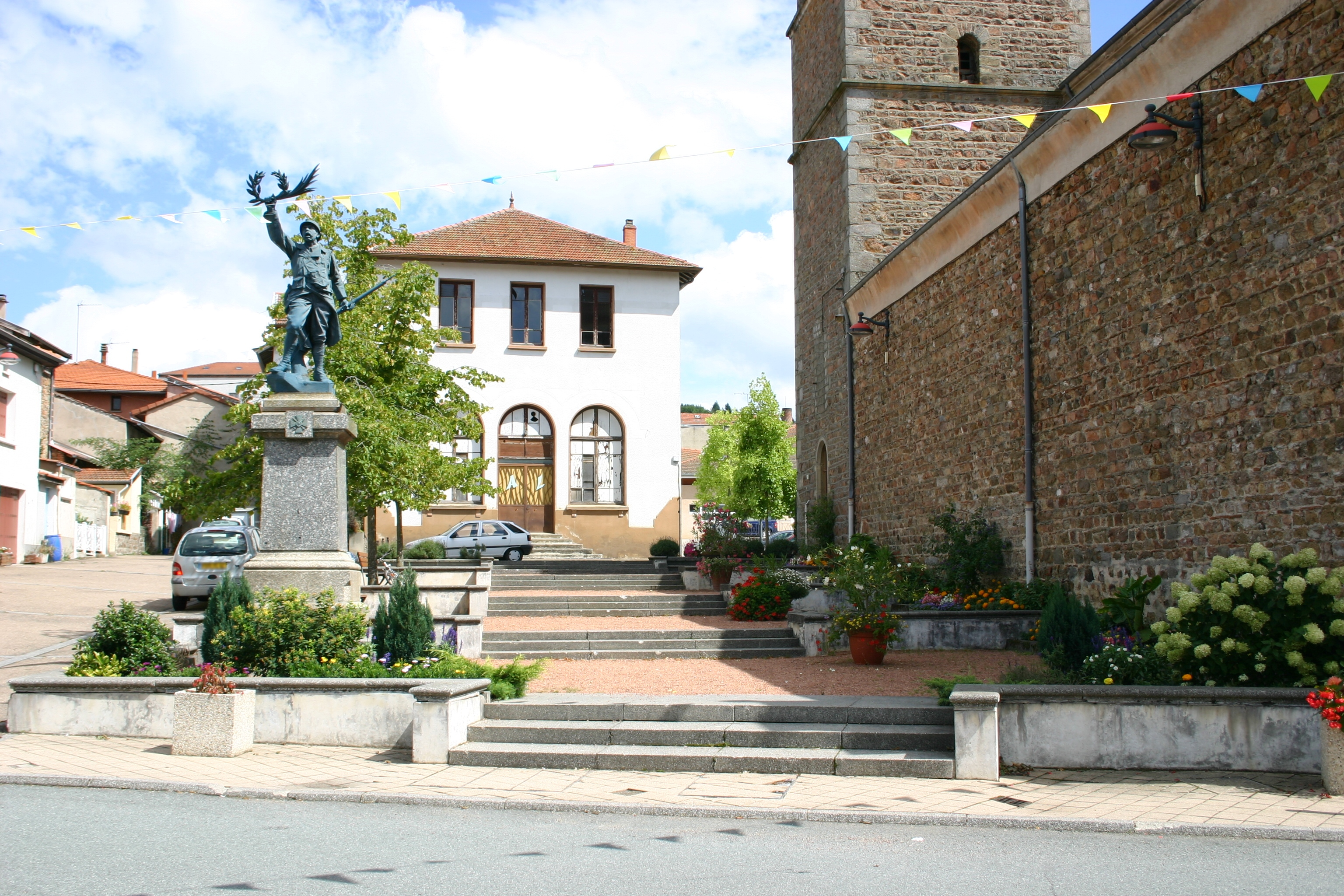
Le monument aux morts.

Lors de la Première Guerre mondiale, 500 hommes Bussiérois sont mobilisés. Il y aura 101 morts et de très nombreux blessés, ce qui est énorme pour une population de 2 267 habitants. Une décision fut prise de construire un monument aux morts grâce aux bénéfices apportés par la bonne gestion de la boulangerie municipale.
Le monument fut inauguré le 27 novembre 1921 en mémoire des soldats morts pour la France pendant la guerre de 1914-1918.

### Le train
Une ligne de chemin de fer entre Balbigny et Régny est construite à partir de 1913 par la Société des Chemins de fer du Centre. Les travaux sont interrompus en 1914 à cause de la guerre, mais ils reprennent rapidement grâce à des ouvriers requis par l’armée. Des prisonniers allemands participent également à la construction de la ligne. En juin 1923, le premier train circule, et passe sur le viaduc du Pont Marteau. Cependant, des problèmes se posent pour le transfert des marchandises car le chemin de fer est construit à voie étroite. Le petit train, appelé communément tacot, cesse de circuler en 1939, à la grande déception des usagers.

## Lieux et monuments

### Mairie

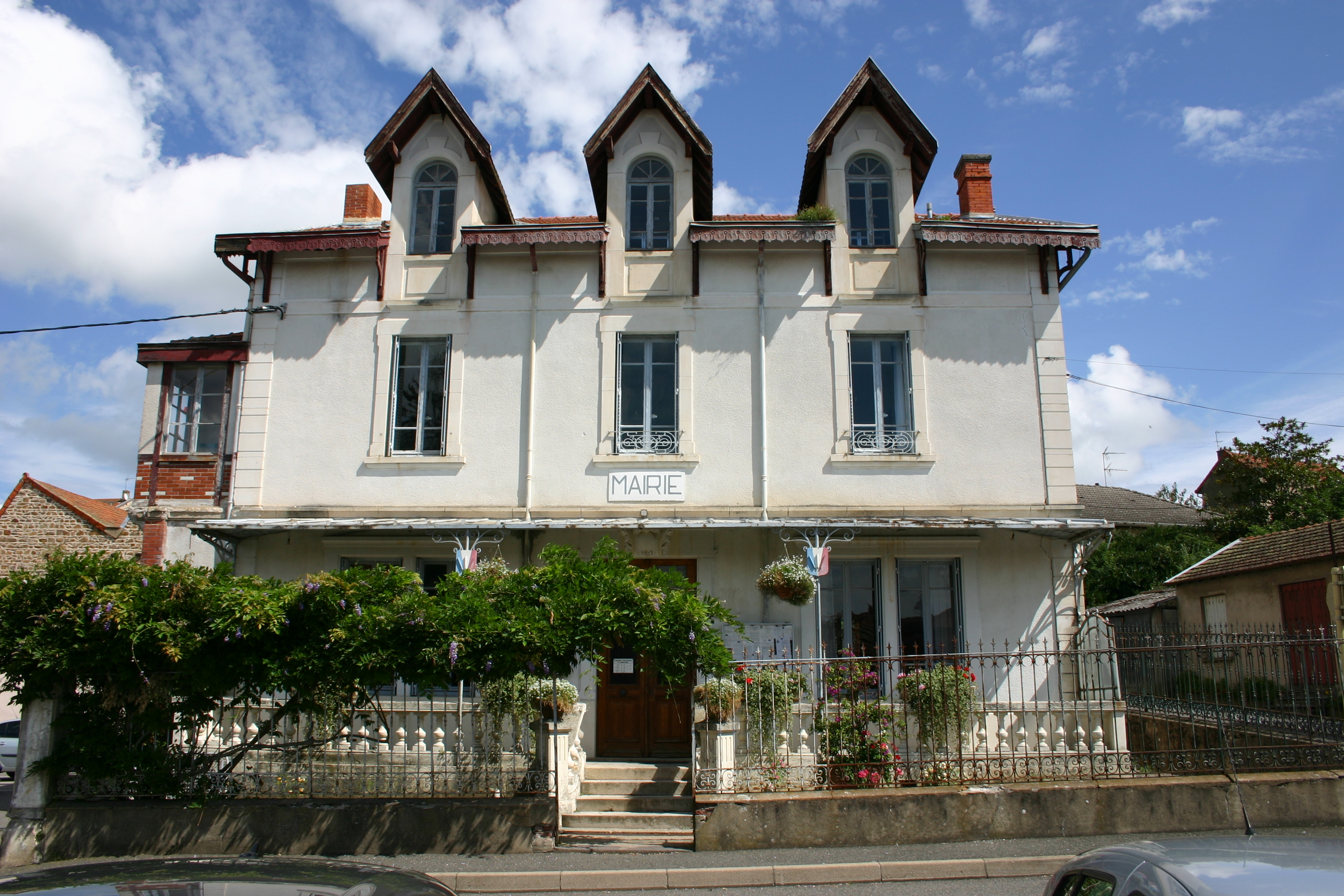
La mairie vue de l'extérieur.

Le bâtiment abritant la mairie depuis 1987 est une ancienne maison bourgeoise construite en 1903. Cette ancienne demeure a été propriété des usines de tissage Perraud puis des usines Linder avant d'être achetée par la commune. Au rez-de-chaussée quelques particularités de construction remarquables ont été conservées : boiserie, mosaïques, fenêtres anse de panier avec vitraux, etc.

### Église

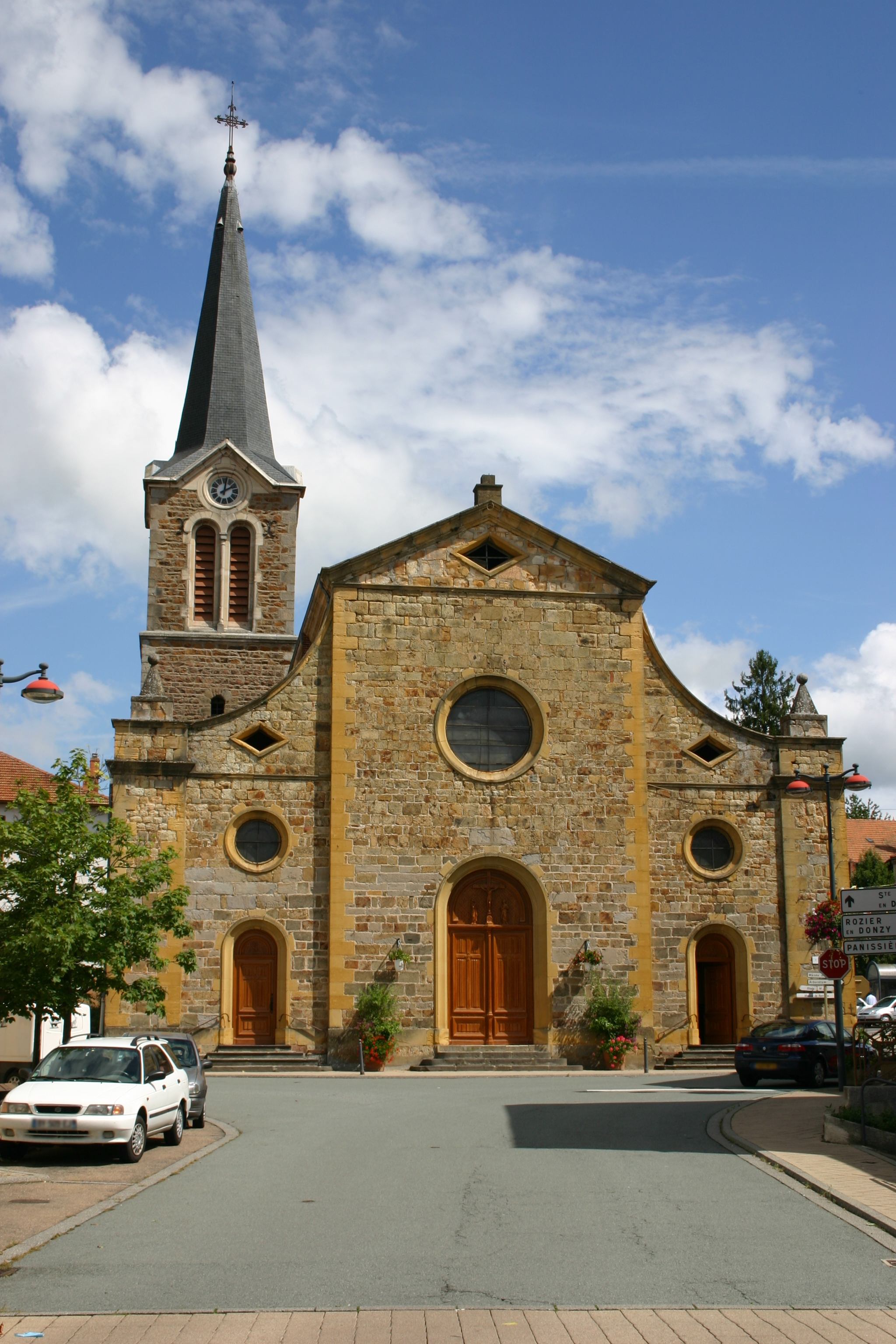
L'église vue de l’extérieur.

L’église Saint-Barthélemy de Bussières a été bâtie vers 1250. À l’époque, le cimetière l’entourait complètement. À l’intérieur, la nef avait une charpente décorée, puis elle fut voûtée vers 1700. En 1835, l’église était délabrée et le clocher lézardé. De plus, elle était devenue trop petite pour les 1 600 habitants du village, car elle avait été bâtie pour 400 personnes. Le cimetière fut déplacé en 1838, puis les travaux de reconstruction de l’église commencèrent en 1842.
L’église telle qu’on la voit aujourd’hui fut inaugurée en 1843. En 1853, le grand autel fut installé et en 1857, les vitraux furent posés. À l’intérieur du bâtiment, on peut voir l’autel de la Sainte-Vierge de Picaud et la statue de Fabish, qui remontent à 1859. On peut également admirer l’autel et la statue de saint Barthélemy, patron de Bussières, datant de 1862.
Puis en 1868, le clocher fut élevé. Le clocher actuel est doté de 4 cloches. L’une, de 1 300 kg, placée en 1886, donne le ton de ré ; celle de 900 kg, datée également de 1886 donne le fa ; une autre de 600 kg, bénie en 1780 donne le sol ; et la dernière, de 530 kg, dédiée à saint Barthélemy, donne le sol.
Derrière les grandes portes centrales se trouve une pierre tombale. Il s’agit de celle qui recouvrait notamment la sépulture de Pierre Perrin de Noailly, qui fut propriétaire du château de la Côte durant une trentaine d’années vers 1770. Enfin, en 1932, l’église est restaurée, la tribune et les orgues sont installées.

### Musée du tissage et de la soierie

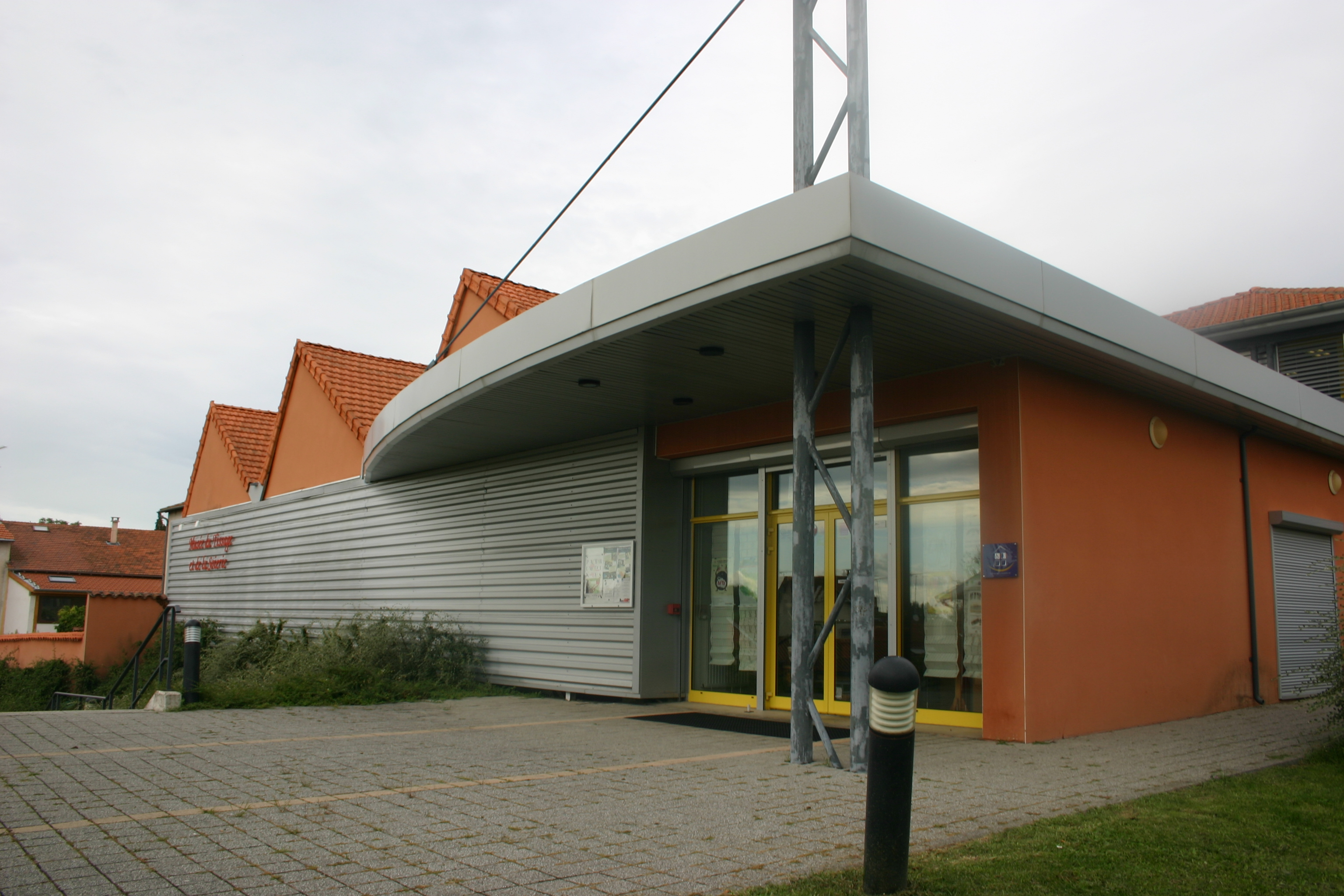
Le musée du tissage et de la soierie.

En 1977, alors que l’activité de tissage était en très fort déclin depuis 1960, un groupe de tisserands encore en activité, entreprend de créer ce musée. Ne disposant au départ que d’un petit local et de quelques métiers à tisser, le musée était ouvert uniquement le deuxième dimanche du mois.
Mais, le nombre de visiteurs augmentant, et la collection s’agrandissant, le local est rapidement devenu trop petit. Ainsi, le musée a réellement commencé à prendre de l’ampleur à partir des années 1990. En 1993, la municipalité de Bussières achète une ancienne usine de 560 m2 dans laquelle s’installe le musée en 1998, après deux ans de rénovation. À la collection d’origine, un métier de passementerie, un métier à bras, une bobinoire circulaire, une repiqueuse de dessins Verdol, un métier à éponges, se sont ajoutés métiers pick-pick, métiers à velours et métiers en grande largeur (4,20 m). La plus ancienne machine date de 1800, la plus récente est un métier à jet d’air couramment utilisé par l’industrie textile. De plus, le musée a accumulé plusieurs milliers de pièces diverses et d’outils en lien avec le tissage et la soie, ainsi qu'une documentation importante et diverses collections.
Le musée est organisé en trois espaces:
- Dans le premier, on y explique les techniques de filage du cocon, de dévidage, et de mise en ourdissage qui permettent de monter le métier à tisser avec les fils de soie.
- Dans le second espace sont présentés tous les aspects de la mécanique Jacquard, et notamment la mise en carte ou fabrication du carton (perforation, enlassage et repiquage).
- Enfin dans l’espace atelier, le visiteur découvre et voit fonctionner les différents types de métier à tisser, du métier à bras au métier jet d’air.

Le musée dispose également d’une boutique proposant des productions locales de soierie, des foulards, des voilages, mais aussi des tableaux tissés, qui sont des créations destinées à montrer la précision des métiers Jacquard et qui connurent un immense succès au XIXe siècle.

### Kiosque

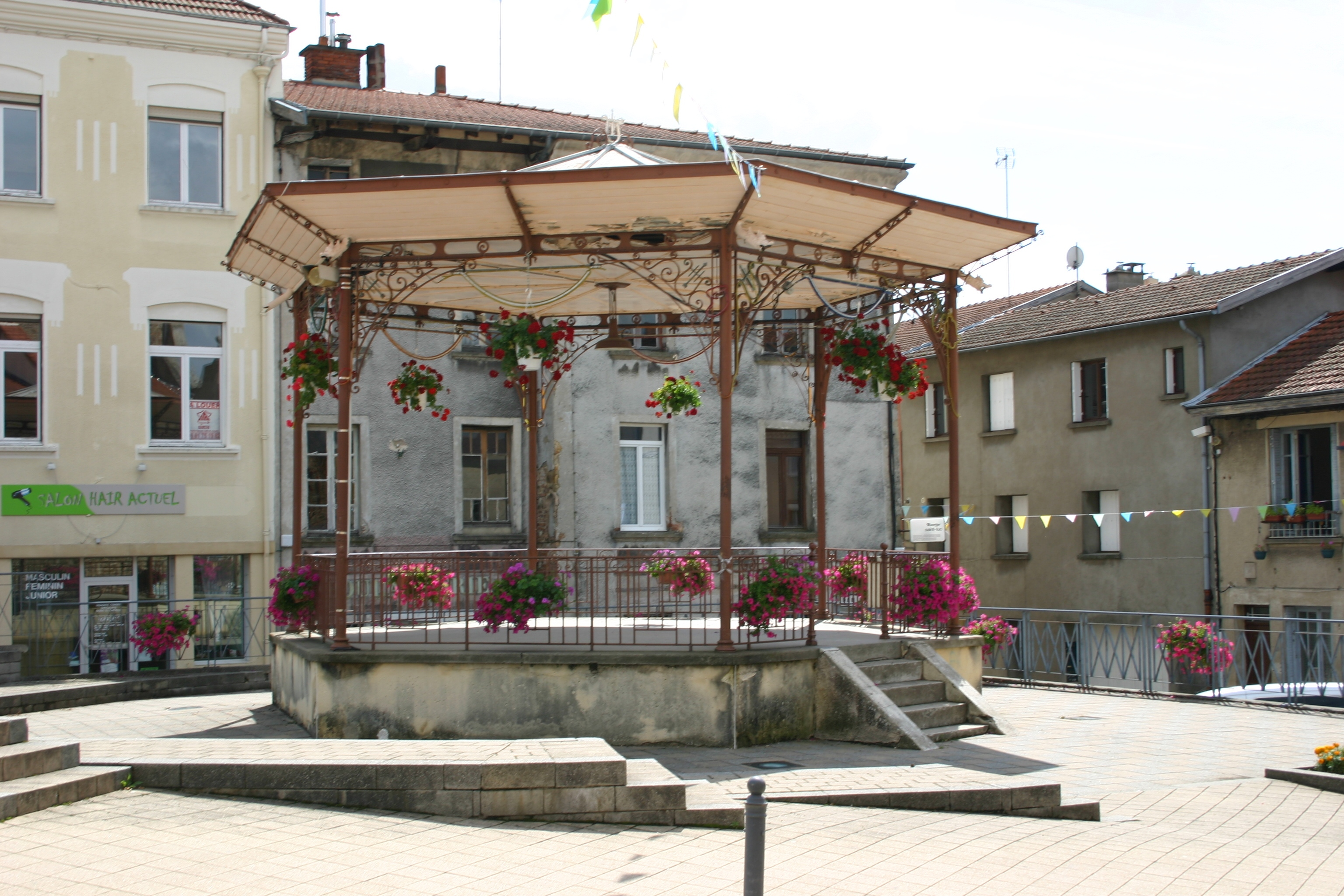
Le kiosque de Bussières.

Le kiosque de Bussières est unique dans le canton. Le bâtiment a été érigé en 1930, grâce à une souscription publique organisée par A. Jourlin directeur de la fanfare de Bussières. Il a été inauguré et remis à la commune le 20 juillet 1930 au cours d'une grande fête musicale. Il a depuis fait l'objet de diverses petites modifications et réaménagements de ses abords.

### Viaduc du Pont Marteau

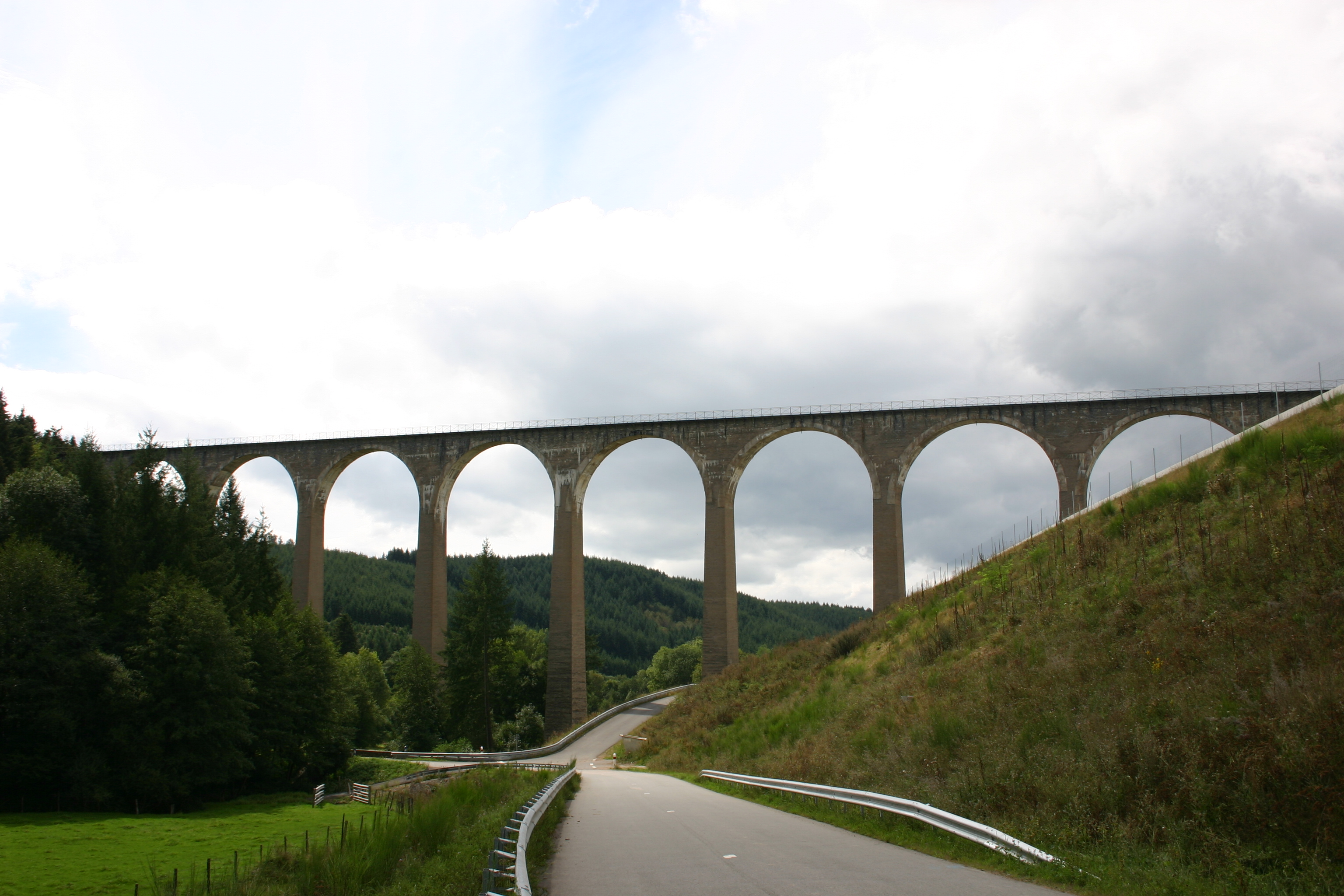
Le viaduc du Pont Marteau.

Le viaduc est situé sur la route entre Sainte-Colombe-sur-Gand et Bussières. Il mesure 320 m de long et 52 m de hauteur. La rivière le Bernand, qui délimite Bussières et Sainte-Colombe-sur-Gand, serpente sous le viaduc.
Il s’agit d’un imposant ouvrage construit pendant la Première Guerre mondiale, entre autres par des prisonniers allemands. L’édifice fut inauguré en 1923. Il permettait à la ligne de chemin de fer construite à voie métrique et exploitée par la société des chemins de fer du Centre de relier Régny à Saint-Just-en-Chevalet et Saint-Germain-Laval.
Depuis 2012, l’autoroute A89, qui relie Balbigny à La Tour de Salvagny, passe sous le viaduc dont la voie et les balustrades ont été entièrement rénové. Il permet une vue unique sur la vallée du Bernand.

### Chapelle Saint-Roch

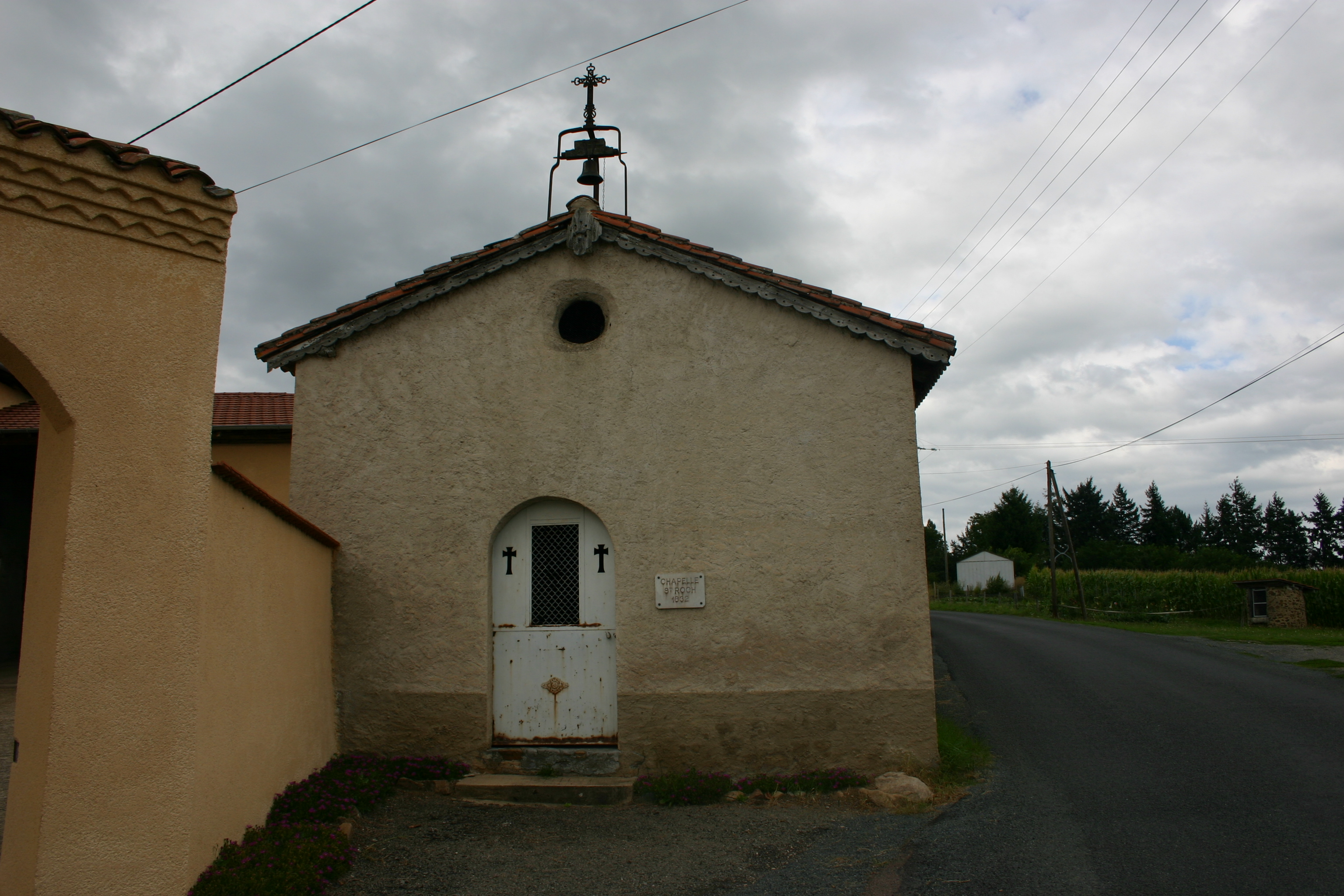
La chapelle Saint-Roch.

Le lieu est très ancien puisqu’il date du XIIIe siècle, construite en 1632, et appartenait aux seigneurs de Beauceivre, qui ont donné leur nom au point culminant des monts de Tarare et d’Amplepluis : le Mont Boussièvre.
La population se rendait à la chapelle pour les fêtes de Saint Roch, les Rogations (prières et processions durant les trois jours précédant l’Ascension), et également lors de périodes de disette ou d’épidémies.
La chapelle est dédiée au saint patron des pèlerins, guérisseur des pestiférés, et protecteur des animaux. Lors de grandes épidémies de peste, les croyants se tournaient vers Saint Roch.
En 1949, d’importants travaux de restauration sont effectués dans la chapelle.
Le bâtiment est surmonté d’un campanile en fer forgé, et le sanctuaire abrite plusieurs statues en très bon état : une Vierge à l’Enfant, saint Barthélemy, saint Joseph, saint Étienne, saint Gérard et saint Roch.

### Château de la Côte

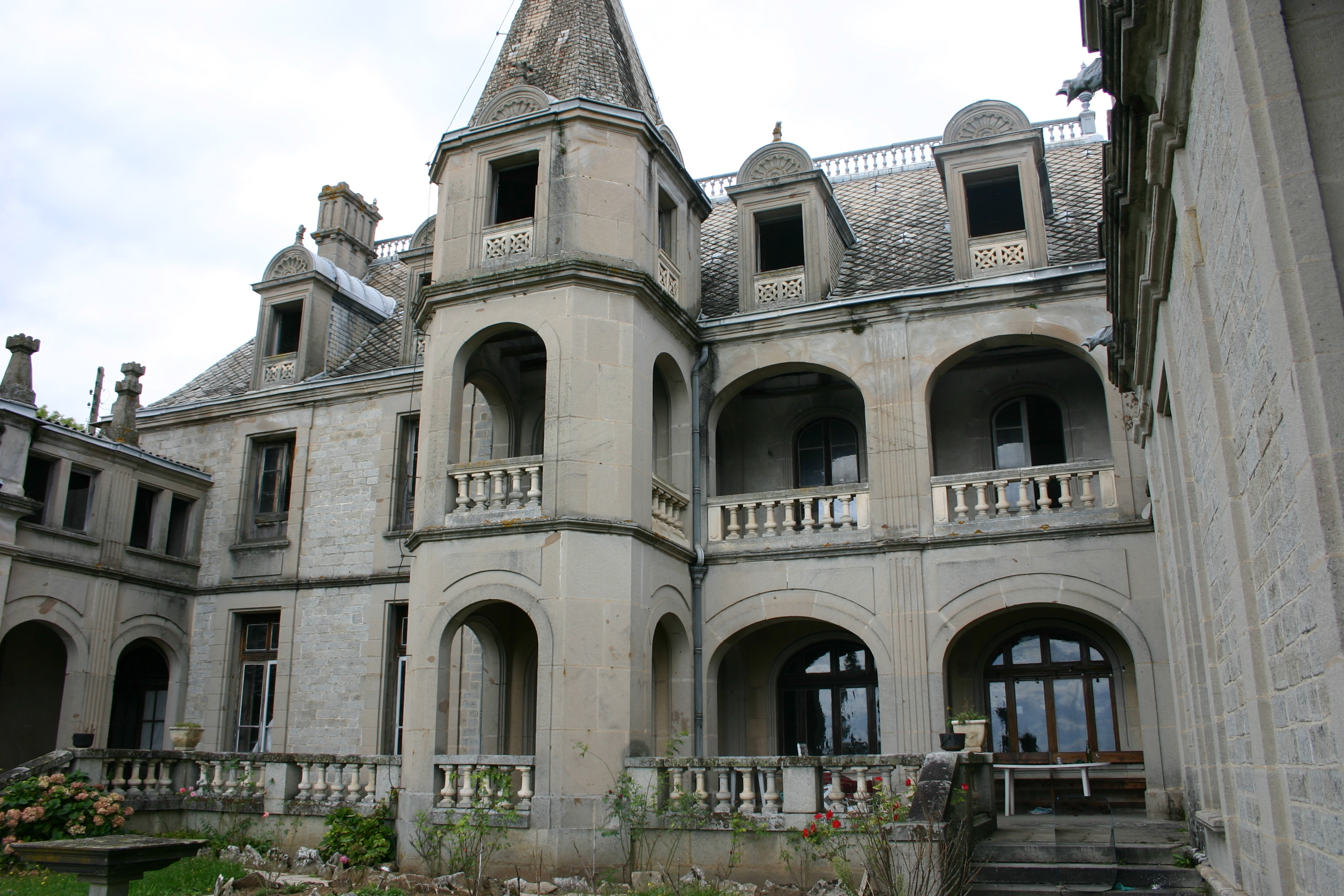
Le château de la Côte.

Sa date de construction est inconnue mais le plus ancien propriétaire y vivait vers 1560.
Le domaine de la Côte n’a jamais été qu’une maison bourgeoise sans juridiction féodale.
Au XVIIIe siècle, son propriétaire, Jean Froget, fit fortune dans le commerce de la toile, seule industrie de la contrée. Vers 1725, il a été l’investigateur de la reconstruction d’une halle devant l’église (maintenant détruite) pour faciliter la vente de ses tissus.
Vers 1890, le propriétaire François Coste, fils de Jacques Coste, fit entreprendre d’importants travaux dans le château. Les terres furent agrandies, et le château fut reconstruit à neuf dans le style Renaissance, tel que nous pouvons le voir aujourd’hui.

### Château de Chenevoux

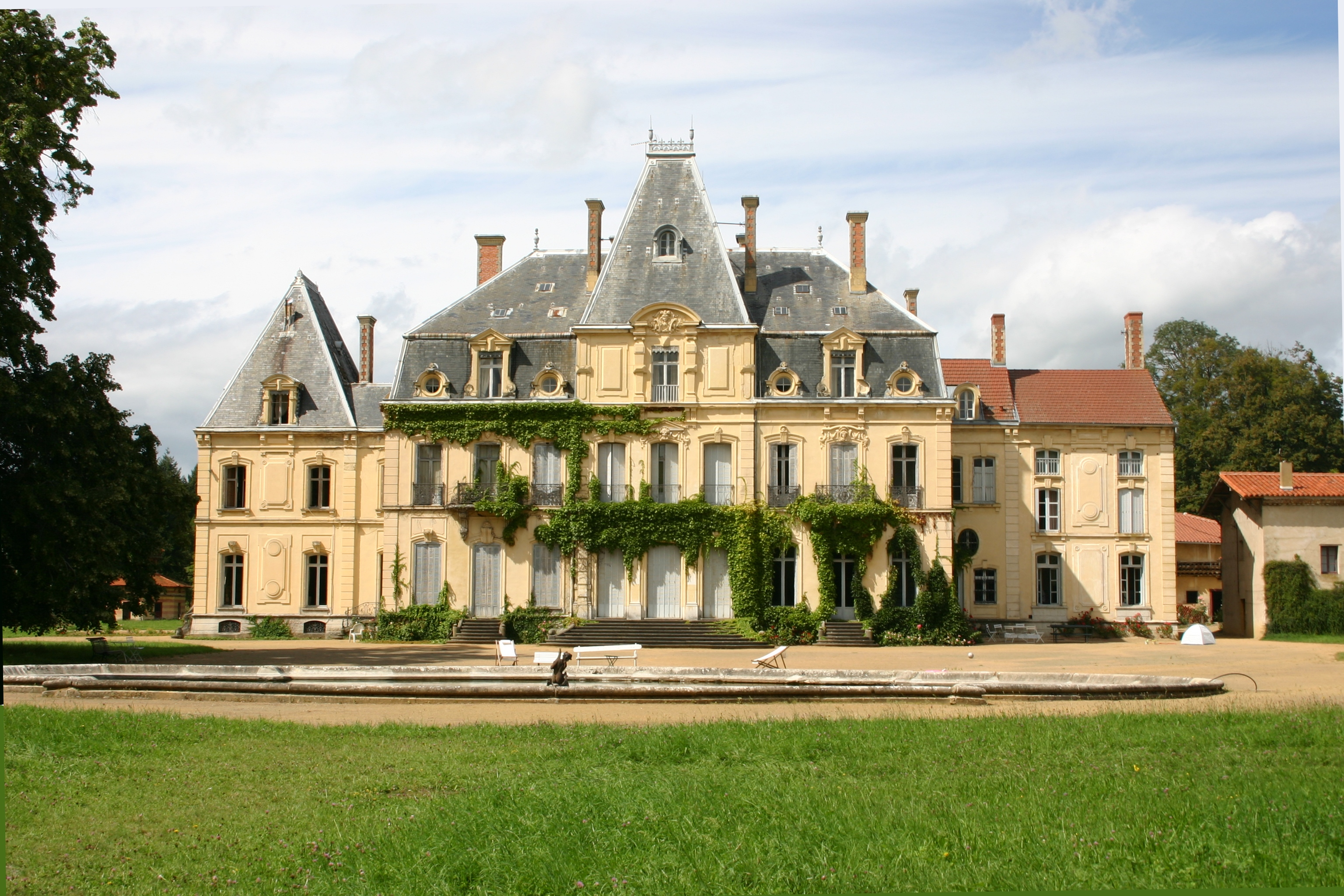
Le château de Chenevoux.

De même pour le château de Chenevoux, sa date de construction est inconnue, en revanche des traces de Chenevoux peuvent être trouvées à partir de l'an 1002.
C'est ici que le chanvre était récolté, puis tissé. C'est donc du mot chenevrier (lié à la culture du chanvre) que Chenevoux tire son nom.
Le château de Chenevoux était la résidence de la famille Coton, connue grâce à deux de ces membres : Pierre Coton, jésuite, confesseur d'Henri IV et de Louis XIII, et Jacques Coton, son frère, fondateur du collège des jésuites de Roanne, dont la chapelle, due à l'architecte Martellange, demeure l’un des hauts lieux artistiques du Roannais.
Chenevoux dépendait de la seigneurie de Bussières. Le château actuel, qui a succédé à une construction plus ancienne, date en partie du XVIIe siècle. Il fut réédifié après un incendie. Puis en 1878, un membre de la famille Desvernay fit entreprendre d'importants travaux.
À ce jour, le domaine de Chenevoux comporte plusieurs bâtiments, dont le pavillon chinois, l’orangerie, la chapelle, la conciergerie, le pigeonnier et le château lui-même.

## Personnalités liées à la commune

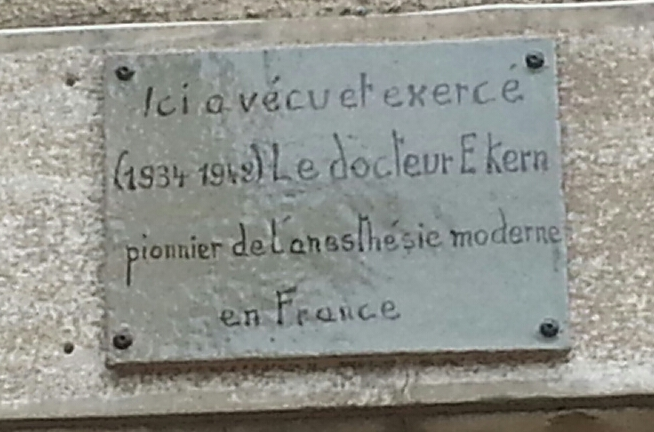
Plaque en mémoire d’Ernest Kern.

- Les deux « Médécienières » de Bussières[30] : Marie-Antoinette Midon (° 1775 - † 1860), puis sa nièce Marie Françoise Lafay (° 1827 - † 1890), toutes deux nées Groliere exercèrent, sur les hauteurs de Bussières, leurs talents pour soulager les maux et les souffrances de leurs concitoyens.
- Denis Foyatier[31] (° 1793 - † 1863), sculpteur et peintre, né à Bezin, hameau de Bussières.
- Antoine Dupuy[32] (° 1835 - † 1891), élève à l'École normale supérieure, professeur aux lycées de Cahors, Carcassonne, Laval et Brest, professeur d'histoire et doyen de la faculté de Rennes, il a reçu le Grand Prix Napoléon Gobert par l’Académie des inscriptions et belles-lettres.
- Ernest Kern[33] (° 1908 - † 1969), médecin généraliste français, pionnier de l'anesthésie en France, résistant. Avec sa femme le Dr Fanny Kern, ils reprennent en 1934 un cabinet médical à Bussières et, lorsqu'on leur interdit d'exercer la médecine en 1941 sous prétexte qu'ils sont juifs, ils travaillent comme ouvriers dans une usine de tissage.